# Jean-Louis Admyrauld
Jean-Louis Admyrauld, né le 29 mai 1760 à La Rochelle et mort le 16 octobre 1835 à La Laigne (Charente-Maritime), est un négociant, armateur et homme politique français.

## Biographie

### Négociant, armateur et négrier

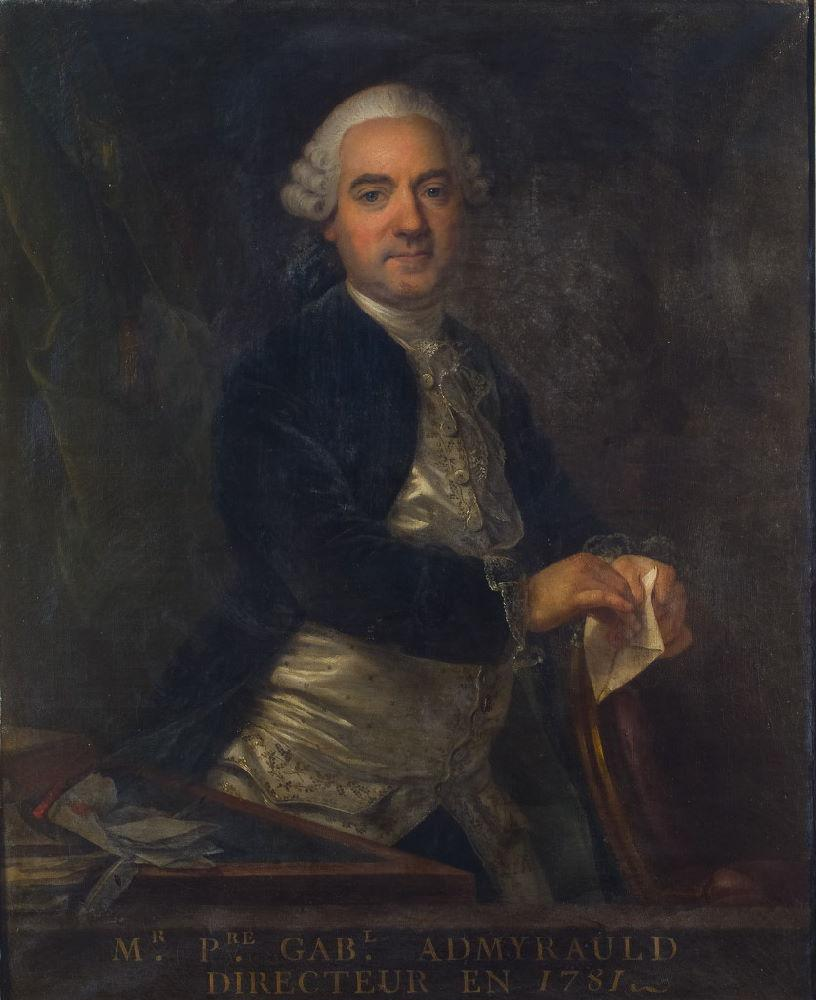
Portrait de son père Pierre Gabriel Admyrauld.

D'une famille protestante, Jean-Louis Admyrauld est le fils du négociant, armateur et négrier Pierre Gabriel Admyrauld (1723-1782), directeur de la Chambre de commerce de La Rochelle, et de Marie Marguerite Giraudeau.
Comme son père, il est négociant et armateur à La Rochelle. Le 8 septembre 1782, il se marie dans l'église réformée avec Henriette Julie Suidre, fille du négociant Nicolas Suidre, syndic de la Chambre de commerce de La Rochelle, et de Marie Rasteau. Ils sont les parents de Louis Gabriel Admyrauld.
En 1783, un an après la mort de son père, il arme en association avec sa mère, la Colombe, navire négrier de 180 tonneaux. Celui-ci quitte le port de La Rochelle pour se rendre à Loango (côte d'Angole), où il achète 392 captifs. Arrivé à Léogane, dans la colonie française de Saint-Domingue (aujourd'hui Haïti), il revend 357 esclaves, 35 d'entre eux ayant trouvé la mort durant la traversée.

### Homme politique
Pendant la Révolution, il est nommé officier municipal de La Rochelle en 1792, puis maire de deux communes rurales à la fois, La Laigne (commune où se trouve son logis de Beaulieu) et Cramchaban. Pendant la disette de 1793, il acquiert l'estime de ses concitoyens par sa conduite généreuse et patriotique[réf. nécessaire]. Le 10 ventôse an XII, il entre au conseil général de la Charente-Inférieure, dont il fait partie jusqu'en septembre 1829.
Le 2 mai 1809, il est élu par le Sénat député de la Charente-Inférieure au Corps législatif ; il est désigné comme candidat par les libéraux de son département. La veille de la première Restauration, il est de ceux qui opinent pour la négociation de la paix et se montrent favorables au retour des Bourbons, sans abandonner complètement les traditions « libérales ». Il siège au centre et prononce un discours contre le système des douanes le 19 novembre 1814. Admyrauld ne fait pas partie de la Chambre des Cent-Jours ; mais il est de nouveau envoyé à la Chambre introuvable, le 22 août 1815, par le collège départemental de la Charente-Inférieure ; il y vote avec les royalistes modérées.
Il est fait chevalier de la Légion d'honneur le 26 octobre 1814.
Réélu le 4 octobre 1816 puis le 11 septembre 1819, il fait partie de la majorité constitutionnelle dans ces deux assemblées, et combat à la tribune le second ministère Richelieu, quand celui-ci propose la loi du « double vote ». Admyrauld, répondant au marquis de Montcalm, proteste contre un « changement de système » que rien, selon lui, ne pouvait justifier. « Les ministres, - dit-il, ont confondu l'arbitraire, qui leur est propre, avec les droits du trône, et les intérêts de l'oligarchie avec ceux de la liberté, dès lors ils ont dû chercher à se faire une nouvelle majorité, et le prix de leur alliance devait être le sacrifice d'une loi également en opposition avec leur nouveau système et leurs amis nouveaux ». Il condamne « cette mobilité funeste des idées du gouvernement, et cette inquiétude active qui le porte à changer le lendemain les institutions qu'il a créées la veille ». Il rapproche le projet de loi d'une proposition faite peu de temps auparavant à la Chambre des pairs et qui tendait à autoriser des majorats sans titres, « c'est-à-dire une noblesse bourgeoise, qui s'emparera, avec ce qui reste de grandes fortunes nobiliaires, du privilège des hauts-collèges électoraux auxquels nous devrons sans doute bientôt les bourgs-pourris d'Angleterre ». Ce discours est très vivement applaudi par la gauche. Admyrault soutient également, à propos de cette loi, l'amendement Camille Jordan et Courvoisier, tendant à faire nommer directement les députés par les collèges d'arrondissement formés en nombre égal aux députés à nommer.
Le mauvais état de sa santé l'oblige à donner sa démission le 26 novembre 1821 ; il vit dans la retraite jusqu'en 1830. Après la Révolution de juillet, nommé préfet de la Charente-Inférieure, en remplacement de Jacques Joseph Guillaume Dalon, il occupe ce poste depuis le 6 août 1830 jusqu'à l'époque de sa mort. 

## Publications
- Mémoire sur le siège du goût chez l'homme (1830)